# Bloomfield (Kentucky)
Bloomfield és una població dels Estats Units a l'estat de Kentucky. Segons el cens del 2000 tenia 855 habitants.

## Demografia
Segons el cens del 2000, Bloomfield tenia 855 habitants, 347 habitatges, i 231 famílies. La densitat de població era de 255,9 habitants/km².
Dels 347 habitatges en un 30,8% hi vivien nens de menys de 18 anys, en un 51% hi vivien parelles casades, en un 10,1% dones solteres, i en un 33,4% no eren unitats familiars. En el 29,7% dels habitatges hi vivien persones soles el 17,3% de les quals corresponia a persones de 65 anys o més que vivien soles. El nombre mitjà de persones vivint en cada habitatge era de 2,46 i el nombre mitjà de persones que vivien en cada família era de 3,03.
Per edats la població es repartia de la següent manera: un 24,6% tenia menys de 18 anys, un 10,5% entre 18 i 24, un 26,8% entre 25 i 44, un 20,8% de 45 a 60 i un 17,3% 65 anys o més.
L'edat mediana era de 38 anys. Per cada 100 dones de 18 o més anys hi havia 85,3 homes.
La renda mediana per habitatge era de 33.393 $ i la renda mediana per família de 40.109 $. Els homes tenien una renda mediana de 34.375 $ mentre que les dones 20.515 $. La renda per capita de la població era de 14.359 $. Entorn del 8,6% de les famílies i el 12,6% de la població estaven per davall del llindar de pobresa.

## Poblacions més properes
El següent diagrama mostra les poblacions més properes.